# Ian Coldwater
Ian Coldwater es una persona especialista en seguridad informática, hacker y oradora estadounidense especializada en Kubernetes y seguridad nativa de la nube. Esta persona es arquitecta de seguridad principal sénior en Docker, Inc., y copresidente del grupo de interés especial de Kubernetes Kubernetes SIG Security.

## Carrera
Coldwater comenzó a trabajar en tecnología cuando tenía treinta años, empezando en DevOps antes de centrarse en la seguridad. Comenzó a especializarse en hackear y fortalecer contenedores de Kubernetes, trabajando en la evaluación xe exámenes de penetración independiente antes de unirse a Heroku en el puesto de ingeniero líder en seguridad de plataformas. De 2020 a 2023, trabajó como arquitecto de seguridad en Twilio. Desde 2 de abril de 2024, trabajará como arquitecte de seguridad principal sénior en Docker, Inc.
Junto con Tabitha Sable, copresidió el grupo de interés especial de Kubernetes, Kubernetes SIG Security. También forma parte del consejo directivo de la Open Source Security Foundation . 
Coldwater ha hablado en conferencias como DEF CON, Black Hat, KubeCon y CloudNativeCon, RSA Conference, Velocity, y devopsdays. En 2020, recibió el premio Top Ambassador de la Cloud Native Computing Foundation por difundir el interés en el área.
Hacking Kubernetes, publicado por O'Reilly Media, reconoce a Coldwater y Duffie Cooley por desarrollar conjuntamente la "frase ofensiva canónica de Kubernetes". En 2020, Coldwater y Brad Geesaman presentaron una charla en RSA 2020 titulada "Amenazas de persistencia avanzadas: el futuro de los ataques de Kubernetes", en la que demostraron cómo eludir los registros de auditoría de Kubernetes y otros ataques. En 2021, Coldwater, con la ayuda de Chad Rikansrud, se convirtió en la primera persona de la historia en escapar de un contenedor en una computadora central.

## Vida personal
Coldwater vive en Minneapolis, Minnesota. Políticamente se identifica como anarquista. Coldwater es una persona de género no binario y utiliza los pronombres they/them (equivalentes al pronombre «elle» en español).